# Nyabihona
Nyabihona är ett periodiskt vattendrag i Burundi.   Det ligger i provinsen Gitega, i den centrala delen av landet, 70 km sydost om huvudstaden Bujumbura.
Omgivningarna runt Nyabihona är en mosaik av jordbruksmark och naturlig växtlighet. Runt Nyabihona är det tätbefolkat, med 286 invånare per kvadratkilometer.